# Atto di liberalità
In diritto civile, si definisce atto di liberalità o atto liberale l'atto con cui una parte arricchisce l'altra senza esservi tenuta.
In altri termini, una parte effettua l'arricchimento dell'altra senza che ciò configuri adempimento di una obbligazione.
La nozione di liberalità indica, quindi, una categoria di atti che comprende sia atti unilaterali (come la remissione del debito) sia contratti (come la donazione).
Per tutti gli atti di liberalità diversi dalla donazione la causa liberale necessita di essere accertata in concreto, mentre la donazione costituisce l'unico contratto tipico per il quale lo spirito di liberalità rappresenta un elemento causale intrinseco: una donazione, pertanto, è tale soltanto se compiuta per spirito di liberalità; se si accerta il mancato rispetto di tale requisito, la donazione stessa è nulla per mancanza di causa.
Per quanto riguarda, invece, gli atti diversi dalla donazione, essi possono essere compiuti anche per soddisfare un interesse di natura patrimoniale, andando così a configurare un atto meramente gratuito.

## La donazione
Nella categoria delle liberalità è solo il contratto di donazione a essere disciplinato compiutamente dal legislatore, nell'art. 769 del codice civile.
La donazione è, nel nostro ordinamento, un contratto, per cui essa non può perfezionarsi in mancanza dell'accettazione del destinatario, espressa nelle forme previste dalla legge.

### Limiti alla capacità di disporre e di ricevere per donazione
La donazione è un contratto personale (dipende, cioè, da una decisione strettamente personale del donante) in cui ha rilevanza l'intuitus personae (sono importanti, quindi, l'identità e le qualità personali di chi deve ricevere per donazione).
Perciò il legislatore ha stabilito alcune specifiche norme riguardanti la capacità di disporre e di ricevere per donazione.
Pertanto, non possono fare donazioni:
- Coloro che non hanno la piena capacità di disporre dei propri beni;
- I rappresentanti legali, per conto degli incapaci soggetti alla loro potestà o alla loro tutela (art. 777 c.c.);

Non può ricevere per donazione:
- Chi è stato tutore o protutore del donante, se la donazione è fatta prima che sia stato approvato il conto o sia estinta l'azione per il rendimento del conto (art. 779 c.c.);
- Chi sia scelto come destinatario della donazione dal mandatario del donante, in virtù di un mandato generico (art. 778 c.c.);

Può ricevere donazioni il concepito e il figlio non ancora concepito di una determinata persona vivente (art. 784 c.c.). In tali ipotesi, l'accettazione della donazione deve essere formalizzata dai genitori.

### Forma della donazione
La stipulazione di una donazione richiede, sotto pena di nullità, la forma dell'atto pubblico (art. 782 c.c.); inoltre è necessaria la presenza di due testimoni. L'accettazione della stessa deve essere fatta nell'atto stesso o con atto pubblico posteriore (in questo caso la donazione non si perfeziona se non dal momento in cui l'atto di accettazione è notificato al donante).
Se la donazione ha a oggetto beni mobili occorre distinguere:
- Se questi hanno un modico valore, non occorre l'atto pubblico ma la donazione si perfeziona con la consegna delle cose (art. 783 c.c.);
- Se invece non hanno modico valore, è necessario specificare il loro valore nell'atto pubblico di donazione (art. 782 c.c.)

### Oggetto della donazione
La natura personale della donazione richiede che sia il donante a decidere l'oggetto della stessa. In connessione con questo carattere la legge stabilisce alcuni divieti:
- Divieto di donazione di beni futuri (art. 771 c.c.)
- Divieto di attribuire al mandatario la facoltà di determinare l'oggetto della donazione (art. 778 c.c.)

### Nullità, adempimento e revocazione
La nullità della donazione, da qualunque causa dipenda, può essere fatta valere da chiunque ne abbia interesse, con l'esclusione degli eredi e degli aventi causa del donante i quali, pur conoscendo la causa di nullità, abbiano, dopo la morte del donante, confermato la donazione o dato a essa volontaria esecuzione (art. 789 c.c.).
Per quanto riguarda la responsabilità del donante nell'esecuzione del contratto, essa è regolata da una serie di norme specifiche:
- In caso di inadempimento o di ritardo nell'esecuzione della donazione, il donante è responsabile soltanto per dolo o colpa grave;
- Il donante non è responsabile per i vizi della cosa donata, se non in caso di dolo;

L'unilateralità della donazione costituisce la giustificazione dell'istituto della revoca della donazione, che conferisce al donante la facoltà unilaterale di estinguere gli effetti dell'atto in presenza di determinati presupposti:
- Ingratitudine del destinatario della donazione (sono cause di ingratitudine: l'omicidio o il tentato omicidio del donante, del coniuge o di un ascendente o discendente di questi; la calunnia verso le stesse categorie di soggetti; l'ingiuria verso il donante; l'aver causato dolosamente un grave pregiudizio al patrimonio del donante; l'aver rifiutato indebitamente gli alimenti);
- Sopravvenienza di figli del donante (qualora questi non ne avesse o ignorasse di averne al momento della donazione).

La retroattività della revocazione ha natura obbligatoria (non pregiudica, cioè, i diritti acquisiti dai terzi; fatti salvi gli effetti della trascrizione della domanda di revocazione).

## Liberalità atipiche
Le liberalità diverse dalla donazione, dette liberalità atipiche comprendono due tipologie di atti:
- Atti che procurano un arricchimento diverso rispetto alla donazione (nella donazione, infatti, l'arricchimento consiste necessariamente o nella disposizione di un diritto oppure nell'assunzione di un'obbligazione).
- La cosiddetta donazione indiretta, ossia l'atto che comporta, per colui che ne beneficia, un arricchimento di contenuto identico a quello della donazione, attraverso un contratto diverso dalla donazione stessa (ad esempio, il padre paga l'immobile acquistato dal figlio).

La disciplina delle liberalità atipiche prevede:
- L'applicabilità delle norme riguardanti l'atto per mezzo del quale la liberalità atipica è compiuta;
- L'estensione di quanto applicabile alla revocazione della donazione;
- La soggezione a collazione (art. 737 c.c.).

## Il rapporto tra atto di liberalità e donazione
Il rapporto tra negozio gratuito di liberalità e contratto di donazione è così delineato: il negozio gratuito è il genus, la liberalità è la species del negozio gratuito, la donazione è la principale liberalità.
In generale, è gratuito il negozio nel quale il vantaggio patrimoniale di una parte non viene compensato da un correlativo sacrificio: manca cioè il corrispettivo.
Ma non tutti i negozi gratuiti sono liberalità, perché la liberalità comporta l'impoverimento di chi la compie; sono pertanto atti gratuiti (ma non anche liberalità) il comodato e il mutuo infruttifero, perché in essi non c'è l'impoverimento del comodante e del mutuante ma solo una omissio adquirendi.
La liberalità invece è un atto che importa l'impoverimento di chi la compie e l'arricchimento del beneficiario: tuttavia, liberalità e donazione non coincidono, perché accanto alla liberalità donativa esistono liberalità non donative che comprendono una serie di atti i quali hanno la caratteristica comune di produrre gli effetti propri della donazione, pur non essendo donazioni sotto l'aspetto tecnico-giuridico (donazioni indirette e liberalità d'uso).
Il concetto di liberalità poi non comprende le disposizioni testamentarie, perché queste non possono certo impoverire il testatore. Inoltre, le disposizioni testamentarie non sempre sono liberalità: non sempre, infatti, istituzione di erede e legato sono diretti all'arricchimento di un soggetto (si pensi a un'eredità passiva o a un legato di debito).

## Nella filosofia

### Aristotele
Nell'Etica Nicomachea, Aristotele descrive la liberalità come una virtù che riguarda i beni materiali, specie il dare ed il ricevere tali beni; l'uomo liberale, secondo il filosofo, è colui che dona a chi si deve, quando si deve e quanto si deve. I due difetti che vi sono legati sono la prodigalità, che è un eccesso nel donare, e l'avarizia, che è un difetto nel donare; Aristotele riconosce, inoltre, che l'uomo prodigo ha più i tratti del liberale, ma gli rimprovera che non dona come si deve e che, pur di avere qualcosa da donare, prende da dove non si deve prendere; egli accusa il prodigo più di stupidità che di immoralità. L'avarizia è un male maggiore rispetto alla prodigalità, in quanto è "un difetto nel dare ed un eccesso nel prendere"; essa va a costituire il vero e proprio contrario della liberalità ed è il male più grande.